# Lettonie au Concours Eurovision de la chanson 2023
La Lettonie est l'un des trente-sept pays participant au Concours Eurovision de la chanson 2023, qui se tient du 9 au 13 mai 2023 à Liverpool au Royaume-Uni. Le pays est représenté par Sudden Lights, avec leur chanson Aijā. Le pays se classe 11e avec 34 points en demi-finale, ne parvenant pas à se qualifier pour la finale.

## Sélection
La Lettonie confirme sa participation au concours le 3 août 2022, et confirme le 21 septembre que le représentant et la chanson seront sélectionnés au moyen de l'émission Supernova, comme c'est le cas annuellement depuis 2015,,.

### Format
Quinze chansons participent à la sélection, qui se compose cette année de deux soirées: une demi-finale, à laquelle toutes les chansons prennent part, et une finale, à laquelle seules les dix chansons arrivées premiêres lors de la demi-finale participent.

Les résultats sont déterminés par un jury de professionnels et par le public letton, à parts égales.

### Participants
La fenêtre de candidatures dure du 22 septembre au 1er décembre 2022. 121 chansons ont été soumises durant cette période. La liste des participants est révélée par LTV le 5 janvier 2023.
Toutes les chansons sont interprétées en anglais.
- Chanson gagnante
- Chanson disqualifiée

| Artiste           | Titre             | Auteurs |
| ----------------- | ----------------- | --- |
| 24. Avēnija       | You Said          | Ernests Vīgners, Kārlis Grīnbergs                                                                          |
| Adriana Miglāne   | Like I Wanna      | Adriana Miglāne, Charlie Mason, Darren Michaels, Martin Älenmark                                           |
| Alise Haijima     | Tricky            | Alise Haijima                                                                                              |
| Artūrs Hatti      | Love Vibes        | Agnese Rozniece, Baiba Ozoliņa, Karlīne Anna Ērgle, Matīss Repsis, Toms Kalderauskis                       |
| Avéi              | Let Me Go         | Daniela Brilovska, Ieva Kudlāne, Raitis Aukšmuksts                                                         |
| Inspo             | Sway              | Aivars Lietaunieks, Nadīna Stirniniece                                                                     |
| Justs             | Stranger          | Justs Sirmais, Uku Moldau, Weronika Maria Gabryelçzyk                                                      |
| Katrine Miller    | Beaten Down       | Andris Lūkins, Katrīne Millere                                                                             |
| Luīze             | You to Hold Me    | Luīze Vītola                                                                                               |
| Markus Riva       | Forever           | Markus Riva                                                                                                |
| Patrisha          | Hush              | Jūlijs Melngailis, Krists Indrišonoks, Nanna Prip Pedersen, Patrīcija Ksenija Cuprijanoviča, Rūdolfs Budze |
| Raum              | Fake Love         | Daniel Levi Viinalaas, Jānis Jačmenkins, Reinis Straume                                                    |
| Saule             | Finally Happy     | Krišjānis Suntažs, Rolands Priverts                                                                        |
| Sudden Lights     | Aijā              | Andrejs Reinis Zitmanis, Kārlis Matīss Zitmanis, Kārlis Vārtiņš, Mārtiņš Matīss Zemītis                    |
| Toms Kalderauskis | When It All Falls | Julianna Tīruma, Toms Kalderauskis                                                                         |

### Shows

#### Demi-finale
La demi-finale est diffusée le samedi 4 février 2023 en direct des studios de LTV. Dix chansons parmi les quinze se qualifient pour la finale. L'ordre de passage est révélé le 30 janvier 2023.
- Qualifié pour la finale

| Ordre | Artiste           | Titre             |
| ----- | ----------------- | ----------------- |
| 1     | Artūrs Hatti      | Love Vibes        |
| 2     | Alise Haijima     | Tricky            |
| 3     | Inspo             | Sway              |
| 4     | Toms Kalderauskis | When It All Falls |
| 5     | Katrine Miller    | Beaten Down       |
| 6     | Justs             | Stranger          |
| 7     | Adriana Miglāne   | Like I Wanna      |
| 8     | 24. Avēnija       | You Said          |
| 9     | Markus Riva       | Forever           |
| 10    | Avéi              | Let Me Go         |
| 11    | Patrisha          | Hush              |
| 12    | Raum              | Fake Love         |
| 13    | Luīze             | You to Hold Me    |
| 14    | Sudden Lights     | Aijā              |

#### Finale
La finale est diffusée le samedi 11 février 2023 en direct des studios de LTV. L'entracte était assuré par Duncan Laurence, vainqueur du Concours Eurovision de la chanson 2019, et la chanteuse Elīza Legzdina, accompagnée de Beanie, du groupe Rudimental.
- Première place
- Deuxième place
- Troisième place
- Dernière place

| Ordre | Artiste           | Titre             | Jury (50%) | Télévote (50%) | Télévote (50%) | Total | Place |
| Ordre | Artiste           | Titre             | Jury (50%) | Voix           | Points         | Total | Place |
| ----- | ----------------- | ----------------- | ---------- | -------------- | -------------- | ----- | ----- |
| 1     | Alise Haijima     | Tricky            | 3          | 5 607          | 3              | 6     | 8     |
| 2     | Luīze             | You to Hold Me    | 2          | 2 384          | 1              | 3     | 10    |
| 3     | Raum              | Fake Love         | 4          | 6 986          | 5              | 9     | 6     |
| 4     | Toms Kalderauskis | When It All Falls | 7          | 2 608          | 2              | 9     | 7     |
| 5     | Artūrs Hatti      | Love Vibes        | 1          | 6 251          | 4              | 5     | 9     |
| 6     | Patrisha          | Hush              | 10         | 50 958         | 10             | 20    | 2     |
| 7     | Sudden Lights     | Aijā              | 12         | 66 307         | 12             | 24    | 1     |
| 8     | 24. Avēnija       | You Said          | 8          | 8 735          | 7              | 15    | 3     |
| 9     | Avéi              | Let Me Go         | 5          | 8 294          | 6              | 11    | 5     |
| 10    | Markus Riva       | Forever           | 6          | 27 302         | 8              | 14    | 4     |

L'édition 2023 de Supernova s'achève donc sur une victoire du groupe Sudden Lights, avec leur chanson Aijā, qui représentent donc la Lettonie au Concours Eurovision de la chanson 2023, à Liverpool au Royaume-Uni.

## À l'Eurovision
La Lettonie participe à la première moitié de la première demi-finale, le mardi 9 mai. Y recevant 34 points, le pays se classe 11e et ne parvient pas à se qualifier en finale.